# روزنامه‌نگاری ویدئویی

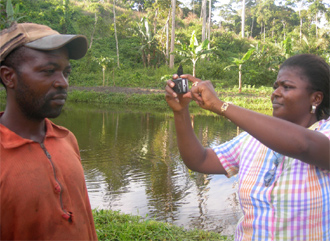
گزارش با تلفن همراه-روزنامه نگار آفریقایی در مصاحبه از تلفن همراه خود استفاده می کند

روزنامه‌نگاری ویدئویی یا ویدئوژورنالیسم نوعی از روزنامه‌نگاری است که مبتنی بر تولید و توزیع محتواهایی ویدئویی و تصویری درباره رویدادها، حقایق، ایده‌ها و افراد است که «مسائل و موضوعات روز جامعه» هستند و جامعه را تا حدی آگاه می‌کنند. تمام افرادی که این محتوا ها را در روزنامه‌های آنلاین، وب‌سایت ها، رادیو،تلویزیون و سایر رسانه های تصویری تولید می‌کنند، روزنامه‌نگار ویدئویی نامیده‌ می‌شوند. مهارت های گرافیکی مرتبط با تولید و تدوین ویدئو برای روزنامه‌نگاری ویدئویی ضروری است.